# Joan Pardina
Joan Pardina Molina (Barcellona, 18 novembre 1993) è un cestista spagnolo.